# Ambulyx semiplacida
Ambulyx semiplacida är en fjärilsart som beskrevs av Inoue 1990. Ambulyx semiplacida ingår i släktet Ambulyx och familjen svärmare. Inga underarter finns listade i Catalogue of Life.